# Zéno Bianu
Zéno Bianu (París, 1950) es un poeta, dramaturgo, ensayista y traductor francés.

## Biografía
En 1971 firmó con otros quince poetas el Manifeste électrique aux paupières de jupes, traducido como Manifiesto eléctrico con párpados de faldas, publicado por la editorial Le Soleil Noir, que causó cierto revuelo en el panorama literario francés. Es autor de una obra variada que consta de poesía, teatro o música de jazz. Sus obras teatrales o adaptaciones de autores clásicos han sido estrenadas en el Festival de Aviñón o en el Teatro del Odeón de París. Sus obras más aclamadas fueron "L'Idiot, dernière nuit" (“El idiota, última noche”), adaptación de la obra de Dostoievski, con Denis Lavant, o  Le Chevalier d’Olmedo (“El caballero de Olmedo”), adaptación de la obra de Lope de Vega, con una puesta en escena de Lluis Pasqual y con Jean-Marc Barr.   Ha recibido el Premio internacional de poesía Ivan Goll en 2003 y ha dirigido la colección de poesía de las ediciones Jean-Michel Place. 
Fascinado por la cultura oriental, ha publicado una antología de poesía clásica china, La Montagne vide, con Patrick Carré, en ediciones Albin Michel, y dos antologías de haikus con Corinne Atlan (ediciones Gallimard). Sus textos han sido traducidos al inglés por Cid Corman, Pierre Joris y Jack Hirschman, y al español por Clara Janés y Luis Mizón. Antonio Colinas señala la importancia de los símbolos en la poesía de Bianu, Noël  y Masson.

## Obras

### Poesía
- Manifeste électrique aux paupières de jupes, colectivo, Le Soleil Noir, 1971.
- Mort l'aîne, con Matthieu Messagier, Christian Bourgois, 1972.
- Mantra, Les Cahiers des Brisants, 1984.
- Poèmes et proses des ivresses, con Vincent Bardet, Seghers, 1984.
- La Parole et la Saveur, antología de la poesía india del siglo XX, con Richelle Dassin y Serge Sautreau, Les Cahiers des Brisants, 1986.
- La Montagne vide, antología de la poesía china (siglos III al XI), con Patrick Carré, Albin Michel, 1987.
- La danse de l'effacement, prólogo de Charles Juliet,  ilustraciones de Ramón Alejandro, Brandes, 1990.
- Un seul faux pas dans l'infini,  ilustraciones de Jean Messagier, Les Cahiers des Brisants, 1990.
- Fatigue de la lumière, Granit, 1991.
- L'Abeille turquoise, chants d'amour du VIe dalaï-lama, Seuil, 1994.
- Ombre ouverte, ilustraciones de Lise-Marie Brochen, Dana, 1996.
- Précis de haute enfance,  con Richard Texier, Fata Morgana, 1997.
- Traité des possibles, con Richard Texier, Fata Morgana, 1998.
- L'Atelier des mondes, Arfuyen, 1999.
- Le Ciel intérieur,  ilustraciones de Vladimir Velićković, Fata Morgana, 1999.
- Les Lèvres de l'éclipse, ilustraciones de Jean-Marc Scanreigh, Fata Morgana, 1999.
- El Dorado, poèmes et chants des Indiens précolombiens, con Luis Mizón, Seuil, 1999.
- Infiniment proche, L'Arbalète-Gallimard, 2000.
- Stentor, CD con el grupo Outland, Marges/Futura, 2001.
- Lisière d'infini, con Michel Mousseau, Fata Morgana, 2001.
- Le battement du monde, Lettres Vives, 2002.
- Dans le feu du bleu, CD con Denis Lavant et Jean-Paul Auboux, Thélème, 2002.
- Pierre ouverte, con Richard Texier, Robert y Lydie Dutrou, 2002.
- Exercices d’aimantation, ilustraciones de Richard Texier, Les Petits Classiques du Grand Pirate, 2002.
- Fugue, ilustraciones de Richard Texier, Maeght, 2002.
- Poèmes à dire, une anthologie contemporaine francophone, Poésie/Gallimard, 2002.
- Haiku, anthologie du poème court japonais, con Corinne Atlan, Poésie/Gallimard, 2002.
- Le Temps de lumière, con Michel Mousseau, Jean-Michel Place, 2003.
- Suite pour Yves Klein, con fotografías de Joël Leick, Fata Morgana, 2003.
- Les Poètes du Grand Jeu, Poésie/Gallimard, 2003.
- Un point ouvert dans le ciel, ilustraciones de Michèle Moreau, Fata Morgana, 2003.
- La Troisième Rive, ilustraciones de Richard Texier, Fata Morgana, 2004.
- Zéno Bianu, CD con Alain Kremski y Dominique Bertrand, Éditions Rencontres, 2006.
- Tancho, con fotografías de Vincent Munier, Castor et Pollux, 2004.
- D’un ciel à l’autre, anthologie de la poésie indienne contemporaine, Poésie/Gallimard & Gibert Joseph, 2007.
- Pour Elvin Jones (consumations), con Marc Feld, Page, 2007.
- Haiku du XXe siècle, con Corinne Atlan, Poésie/Gallimard, 2007.
- Variations Daumal, ilustraciones de Nicolas Rozier, Le Temps volé, 2008.
- Chet Baker (déploration), prólogo de Yves Buin, Le Castor Astral, 2008.
- Bibliothèques, con Michel Butor, Bernard Noël, Paul Chemetov, etc., ilustraciones de Bertrand Dorny, Virgile, 2009.
- Audioscans, CD con Marc Battier y Roberto Matta, Maat, 2009.
- Variations Artaud, ilustraciones de Ernest Pignon-Ernest, Dumerchez, 2009.
- Jimi Hendrix (aimantation), Le Castor Astral, 2010.
- Le désespoir n’existe pas, Gallimard, 2010.
- Au vif du monde (Soutine-monologue), con Marc Feld, Dumerchez, 2011.
- Éros émerveillé, anthologie de la poésie érotique française, Poésie/Gallimard, 2012.
- John Coltrane (méditation), prólogo de Yves Buin, Le Castor Astral, 2012.
- Prendre feu, con André Velter, Gallimard, 2013.

### Ensayo
- Krishnamurti ou l'insoumission de l'esprit, Seuil, 1996.
- Sagesses de la mort en orient/occident, Albin Michel, 1999.
- Georges Méliès, le magicien du cinéma, con Julia Perrin, À dos d’âne, 2011.
- Richard Texier, sculptures, con Pascal Bonafoux, Éditions du Patrimoine, 2012.

### Teatro
- Le Théâtre des saveurs, France Culture, 1986.
- Le Chevalier d'Olmedo (“El caballero de Olmedo”), adaptación de la obra de Lope de Vega, Actes Sud-Papiers, 1992.
- Le livre de Spencer, adaptación de obras de Marlowe y Brecht,  Odéon-Théâtre de l'Europe, 1994.
- Le Phénix, adaptación de la obra de Marina Tsvétaïéva, Petit-Odéon, 1996.
- Mandala, «Les Poétiques», France Culture/Théâtre du Rond-Point, 1998.
- L'Idiot, dernière nuit, adaptación de la obra de Dostoievski, Actes Sud-Papiers, 1999.
- Orphée, Petit-Odéon, 2001.
- La chambre des vertiges, Théâtre Molière/Maison de la Poésie, 2002.
- Un magicien, Actes Sud-Papiers, 2003.
- J'ai soif de toutes les routes, adaptación de la obra de Marina Tsvétaïéva, Théâtre Molière/Maison de la Poésie, 2005.
- Gopika, Grand Théâtre de Lorient, 2007.
- Constellation des voix, Théâtre Molière/Maison de la Poésie, 2008.
- Gangâ, Théâtre de Saint-Quentin en Yvelines, 2011.
- Musiques et poèmes des sphères,  Monumenta, Grand Palais, 2011.